# Distrikt Jenaro Herrera
Der Distrikt Jenaro Herrera liegt in der Provinz Requena in der Region Loreto in Nordost-Peru. Der Distrikt wurde am 19. Oktober 1993 aus Teilen des Distrikts Saquena gegründet. Der Distrikt erstreckt sich über eine Fläche von 1160 km². Beim Zensus 2017 wurden 5024 Einwohner gezählt. Im Jahr 2007 lag die Einwohnerzahl bei 5116. Die Distriktverwaltung befindet sich in der 110 m hoch gelegenen Kleinstadt Jenaro Herrera mit 3926 Einwohnern (Stand 2017). Jenaro Herrera befindet sich 27 km nordöstlich der Provinzhauptstadt Requena.

## Namensgebung
Der Distrikt ist nach Genaro Herrera Torres (1861–1939) benannt. Er war ein peruanischer Schriftsteller, Journalist, Rechtsanwalt und Kartograf.

## Geographische Lage
Der Distrikt Jenaro Herrera liegt im Amazonastiefland im Norden der Provinz Requena am Unterlauf des Río Ucayali.
Der Distrikt Jenaro Herrera grenzt im Südwesten an den Distrikt Requena, im Nordwesten an den Distrikt Nauta (Provinz Alto Amazonas), im Nordosten an den Distrikt Saquena sowie im Südosten an den Distrikt Yaquerana.